# Munja i grom

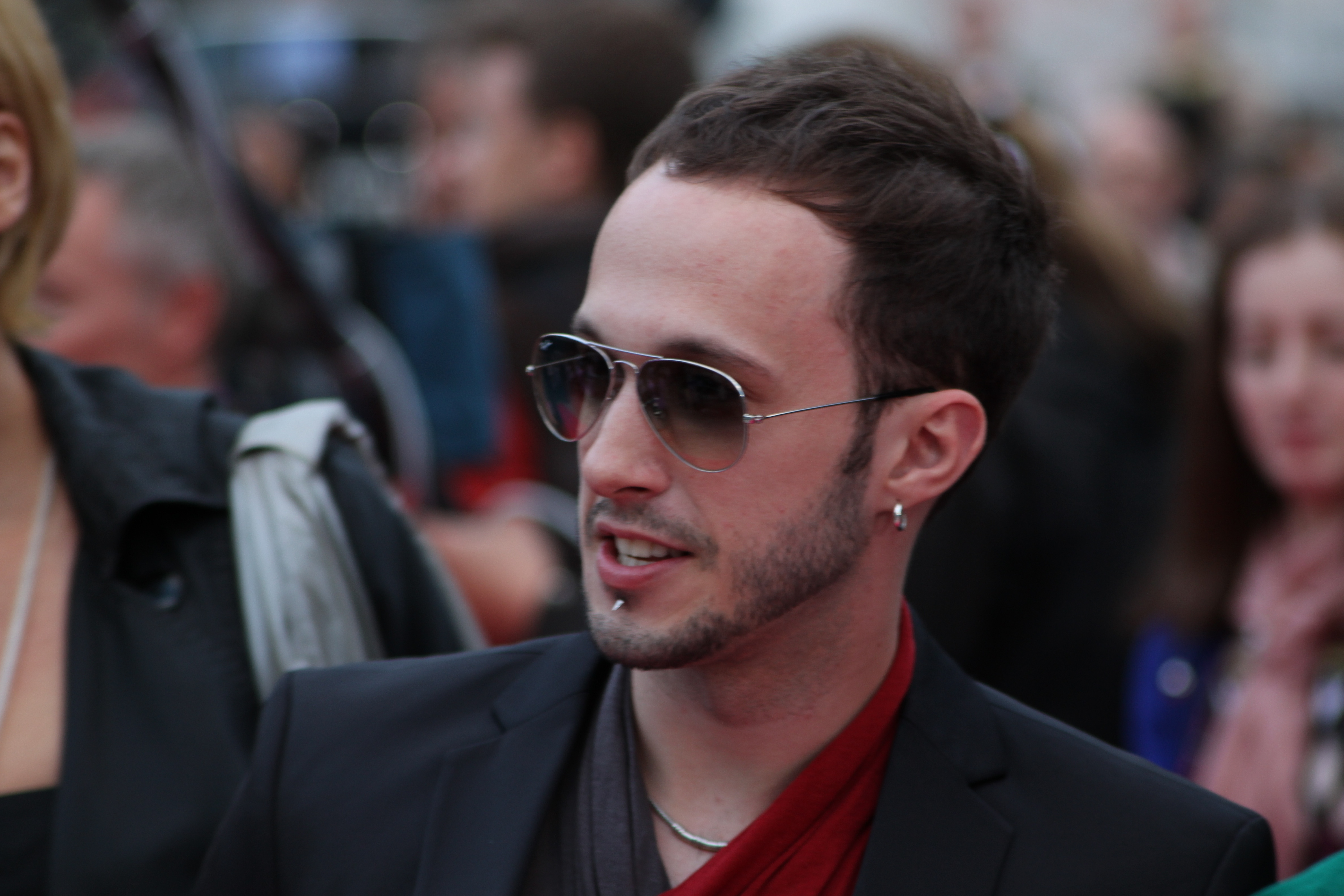
Vukasin Brajic, que interpretou a canção no Festival Eurovisão da Canção 2010

Munja i grom (em português Trovão e Relâmpago), é uma canção escrita e interpretada em Bósnio, pelo cantor Vukasin Brajic, que representou a Bósnia e Herzegovina no Festival Eurovisão da Canção 2010, tendo sido apresentada em língua inglesa.

## Seleção para o Eurovision
A canção foi selecionada internamente pela Radiotelevizija Bosne i Hercegovine (BHRT) de um total entre 80 e 100 músicas apresentadas à emissora.  Originalmente escrita em sérvio, foi confirmada em 17 de Março que Brajic iria executar a canção no Eurovision em Inglês.